# Gobernador de Tamaulipas
El gobernador del Estado Libre y Soberano de Tamaulipas es el titular del poder ejecutivo estatal de dicha entidad. Es electo por voto directo cada seis años, en los términos que señala la Ley Electoral.
Una vez electo, entra en funciones el 1 de octubre del año de la elección,  y nunca podrá volver a desempeñar ese cargo ni por una nueva elección, ni con el carácter de provisional o interino.